# چرخ‌ریسک‌های تاب‌لانه اوراسیایی
چرخ‌ریسک‌های تاب‌لانه اوراسیایی (نام علمی: Remiz) نام یک سرده از تیره چرخ‌ریسک پشت‌بلوطی است.

## گونه‌ها
- چرخ‌ریسک تاب‌لانه اوراسیایی (Remiz pendulinus)
- چرخ‌ریسک تاب‌لانه سرسیاه (Remiz macronyx)
- چرخ‌ریسک تاب‌لانه چینی (Remiz consobrinus)
- چرخ‌ریسک تاب‌لانه کاکل‌سفید (Remiz coronatus)